# Microsoft Office Mix
Microsoft Office Mix (ou simplesmente "Office Mix")       foi um serviço oferecido pela Microsoft como parte de sua suíte Office. Introduzido em 2014, o Mix foi oferecido como parte de uma assinatura do Office 365, antes de ser desativado em 1º de maio de 2018.   O site Office Mix continua ativo, porém ao visitar o site apresenta uma mensagem informando que o serviço já está indisponível.
O Office Mix era um suplemento do Office integrado ao programa PowerPoint que pretendia ser um serviço educacional para auxiliar os professores na criação de apresentações interativas em sala de aula.   Ele permitia ao usuário executar várias tarefas, como inserir tinta, narrações, enquetes e capturas de tela diretamente na apresentação, compartilhar sua criação (também chamada de (singular) "mix" ou (plural) "mixes") exportando a mixagem em um formato de vídeo de computador ou publicando-a na plataforma de vídeo on-line do Office 365 e visualize dados estatísticos sobre usuários que visualizam suas criações por meio de ferramentas de análise.  O serviço estava disponível para Office 2013 e Office 2016 e foi disponibilizado apenas para o sistema operacional Windows. 

## Instalação
O Office Mix não veio embutido no programa PowerPoint. Em vez disso, o usuário precisava obter o instalador do suplemento Office Mix por meio do site mix.office.com para integrar o suplemento Office Mix ao programa PowerPoint e uma guia global chamada "Mix" apareceria na interface do aplicativo onde o usuário pode acessar várias opções relacionadas ao Office Mix.
Observação: o usuário deve atestar a propriedade de uma assinatura ativa do Office 365 por meio de sua conta pessoal da Microsoft ou gerenciada por sua organização ou instituição, ou um serviço SSO externo compatível, como uma conta do Google ou uma conta do Facebook.

## Características
O serviço Office Mix permitia ao utilizador as seguintes funcionalidades: 
- Desenhar com tinta e anotar apresentações do PowerPoint e inserir narrações, enquetes e capturas de tela diretamente.
- Compartilhe as criações do usuário no Office Mix (também chamado de (singular) "mix" ou (plural) "mixes") exportando o mix para um formato de vídeo de computador ou publicando-o na plataforma online do Office 365 Video.
- Gere e visualize dados estatísticos sobre os usuários que visualizam suas criações por meio de ferramentas analíticas.

## Descontinuação
A partir de 1º de maio de 2018, o serviço Office Mix foi oficialmente retirado pela Microsoft e tornou-se inacessível a todos os clientes depois que os usuários receberam uma notificação por e-mail com vários meses para recuperar todo o conteúdo e mixagens da plataforma antes do desligamento. Após a descontinuação, os recursos do Office Mix foram incorporados ao programa PowerPoint para usuários que obtiveram o Office por meio de uma assinatura do Office 365 que permanece disponível.  